# 左近淑
左近 淑（さこん きよし、1931年1月2日 - 1990年9月7日）は、日本の牧師・聖書学者。

## 生涯
日本画家であった父・木下茂・イクの次男として神奈川県横浜市に誕生。旧制神奈川県立横浜第一中学校を卒業。肺病による療養生活、並びに敗戦による心身両面の挫折を契機に1947年、日本基督教団横浜明星教会にて洗礼を受け、同時に伝道者としての召命を与えられて、1948年、日本基督教神学専門学校（現・東京神学大学）に入学。
1955年、「アリステアスの手紙」の研究で、同校より神学修士を授与される。日本基督教団四谷新生教会伝道師を経て、1958年から1963年にかけてフルブライト奨学金を得てニューヨークのユニオン神学大学大学院Th.D.課程に学ぶ。J.マイレンバーグとS.テリエン教授の指導の下、十戒の研究により神学博士号取得。
1963年、東京神学大学専任講師に就任。1965年に助教授、1971年に教授、1987年からは学長に就任。
この間、1963年に左近義慈の長女・和子と結婚し、３男1女に恵まれる。日本基督教団阿佐ヶ谷教会の協力牧師、代務者を務めた。
1970年からは新共同訳聖書の翻訳、編集にたずさわった。
ユニオン留学時代の恩師マイレンバーグの研究方法を独自に展開した文芸学的方法による聖書解釈を展開し、詩編やルツ記、ダビデ王物語などに適用した研究で、国内外で注目される業績を残した。日本旧約学会会長、宣教協力協議会議長などを歴任。
東京神学大学学長在任中の1990年9月にクモ膜下出血のため59歳で逝去。
左近義慈は義父。左近義弼は義祖父。子には、左近義彌（Ph.D. 米国アーカンソー大教授）、左近豊（Ph.D. 青山学院大学教授）、左近恵理彌（一級建築士・森ビル）、小嶋リベカ（公認心理師・国立がん研究センター中央病院）らがいる。

## 著書
- 『詩篇研究』新教出版社　1971
- 『混沌への光 現代に語りかける旧約聖書』ヨルダン社　1975
- 『低きにくだる神 現代に語りかける旧約聖書2』ヨルダン社　1980
- 『旧約の学び（上）序・ヨセフ物語』日本基督教団出版局　1982
- 『旧約の学び（下）ダビデ物語・ルツ物語』日本基督教団出版局　1982
- 『時を生きる 現代に語りかける旧約聖書3』ヨルダン社　1986
- 『詩編を読む（こころの本 旧約聖書）』筑摩書房　1990
- 『左近淑著作集』全5巻別巻1　教文館　1992-98

1. 「学術論文集」
2. 「聖書の理解」
3. 「旧約聖書緒論講義」
4. 「説教集」
5. 「講演とエッセイ」

別巻「聖句研究」
- 『だれも奪えぬ自由 左近淑説教集』教文館　1992
- 『神の民の信仰 旧約篇』教文館　1996
- 『旧約聖書緒論講義』教文館　1998（著作集第3巻の普及版）
- 『左近淑　日本の説教』日本キリスト教団出版局　2007

## 翻訳
- シュタム,アンドリュウ『十戒』大野恵正共訳　新教出版社・新書　1970
- 『聖書の偉大な人びと その生涯と日常生活 カラー図説』監訳　学習研究社　1983
- C.ヴェスターマン『聖書の基礎知識 旧約篇』大野恵正共訳　日本基督教団出版局　1984
- J.ブレンキンソップ『旧約の知恵と法 古代イスラエルおよび初期ユダヤ教における生の規制』宍戸基男共訳　ヨルダン社　1987　オックスフォード聖書概説シリーズ

## 記念論集
- 『果てなき探究 旧約聖書の深みへ 左近淑記念論文集』大野惠正ほか編　教文館　2002

## 参考
- 『詩編を読む』著者紹介
- 『阿佐ヶ谷教会の歴史を生きた人々　II』（1999年）
- 『日本の説教II　14　左近淑』（2007年）